# Tomocoris
Tomocoris är ett släkte av insekter. Tomocoris ingår i familjen Rhyparochromidae.
Kladogram enligt Catalogue of Life:
| Tomocoris | \| \| Tomocoris ornatus \| \| \| \| \| \| Tomocoris truncatus \| \| \| \| |
|           | \| \| Tomocoris ornatus \| \| \| \| \| \| Tomocoris truncatus \| \| \| \| |
|           | Tomocoris ornatus                                                         |
|           |                                                                           |
|           | Tomocoris truncatus                                                       |
|           |                                                                           |